# ArcelorMittal
ArcelorMittal est un groupe sidérurgique mondial. Son siège social est installé à Luxembourg. En 2021, il est le deuxième plus important producteur d'acier au monde, avec 79,26 millions de tonnes produites. Il est classé 156e dans le classement 2016 Fortune Global 500 des plus grandes sociétés du monde.
Le groupe est né en 2006, de l'OPA de Mittal Steel Company sur Arcelor. En 2022, le groupe emploie 154 352 salariés, dont 38 % en Europe.

## Histoire

### Mittal Steel Company
Mittal Steel Company, propriété du milliardaire indien Lakshmi Mittal, s'est construit par une série d'acquisitions au cours des années 1990 et 2000. Le groupe prend ce nom lors de la fusion en 2004 d'Ispat International, alors 11e producteur mondial d'acier, avec LNM, société néerlandaise qu'il détient à 77 %.
En 1989, Ispat International, la société du père de Lakshmi Mittal, achète Iron & Steel Company of Trinidad & Tobago. En 1992, elle acquiert Sibalsa puis en 1994 Sidbec-Dosco. En 1995, elle reprend Hamburger Stahlwerke et Karmet à Temirtau, au Kazakhstan. En 1997, elle reprend Walzdraht Hochfeld GmbH et Stahlwerk Ruhrort, puis réalise une Introduction en Bourse aux Pays-Bas. En 1998, elle acquiert Inland Steel Company (en), puis en 1999 Unimétal, société créée en 1984 pour séparer l’activité des produits longs de Sacilor et Usinor à Rombas. En 2001, elle acquiert Alfasid et Sidex. En 2002, elle prend une participation majoritaire dans Mittal Steel South Africa (en) et en 2003, elle acquiert l'unité de production de Nowa Huta en Pologne. En 2004, elle achète Polskie Huty Stali, ainsi que BH Steel, et des petites usines de Balkan Steel en Macédoine.
En janvier 2005, Mittal Steel acquiert la société chinoise Hunan Valin. Mittal devient le premier producteur mondial d'acier (57 millions de tonnes par an), devant le franco-hispano-luxembourgeois Arcelor (42,8 Mt) et Nippon Steel (31,3 Mt). La même année Mittal Steel acquiert Kryvorizhstal (en) et monte un investissement de neuf milliards de dollars dans l'indien Jharkhand.
En 2006, elle lance une OPA pour s'emparer d'Arcelor. L’opération réussit et aboutit à la création du groupe ArcelorMittal.

### Arcelor, leader mondial

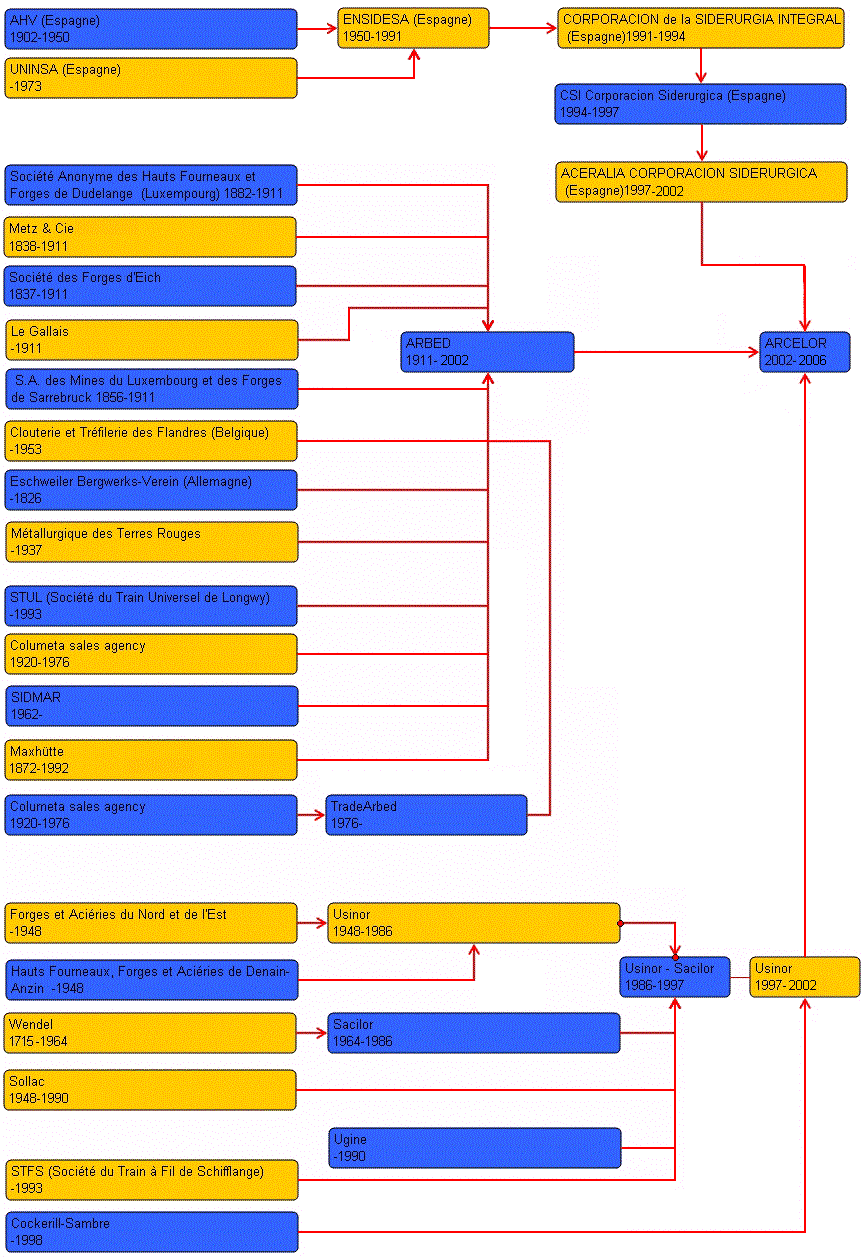
Organigramme des fusions ayant abouti à Arcelor.

Arcelor est né de la fusion d'Aceralia (Espagne), d'Arbed (Belgique-Luxembourg) et d'Usinor (France), annoncée le 19 février 2001, auquel la Commission européenne donne son accord le 12 décembre 2001 à condition que soient vendues des usines pour le maintien de la concurrence. Le groupe compte alors un effectif de 104 000 salariés et renouvelle l'alliance stratégique Usinor-Nippon Steel. Usinor, moteur de cette fusion, avait lui-même fusionné avec Sacilor en 1986, un ensemble privatisé en 1995 après plusieurs décennies de restructurations.

#### La crise du début 2003 et le fort rebond de 2004-2006
Début 2003, le marché subit une profonde dépression. Premier producteur mondial d'acier avec 42,8 millions de tonnes (qui ne représentent cependant que 4,5 % du marché mondial), Arcelor reste rentable (1,9 milliard d'euros de résultat d'exploitation en 2002) mais son action, jugée ultra-cyclique, s'effondre, avec le CAC 40, qui touche un plus bas depuis dix ans. Le 24 janvier 2003, en pleine crise économique causant la chute du cours de l'acier, le plan de restructuration Apollo Chaud décide la fermeture d'un petit haut-fourneau à Eisenhüttenstadt et envisage celle des hauts-fourneaux de Liège et Florange, à un horizon de sept à huit ans. Il s'agit alors de faire miroiter aux actionnaires des perspectives de très forts rebonds des bénéfices. Pour faire passer la pilule côté industriel, le volet Apollo Froid prévoit en échange de centraliser les aciers pour emballage à Florange et la modernisation d'autres sites.
Mais, alors qu'il craignait des pertes en 2003, le groupe réalise 14,5 milliards d'euros de bénéfices d'exploitation au cours des trois années suivantes, son chiffre d'affaires ayant progressé de 60 %, en partie grâce à la forte reprise des prix de l'acier. En 2006, il dépasse les 40 milliards de chiffre d'affaires et 15 milliards d'excédent brut d'exploitation.
Le 23 novembre 2005, Arcelor lance une offre d'achat sur la société canadienne Dofasco pour 4,3 milliards de dollars CA, puis relève son offre le 24 décembre 2005, à la suite d'une offre rivale de ThyssenKrupp AG. L'entreprise canadienne est achetée à un prix élevé, mais acceptable au vu des performances du secteur, dans lequel Dofasco est une référence en matière d'efficacité industrielle.

### L'OPA de 2006

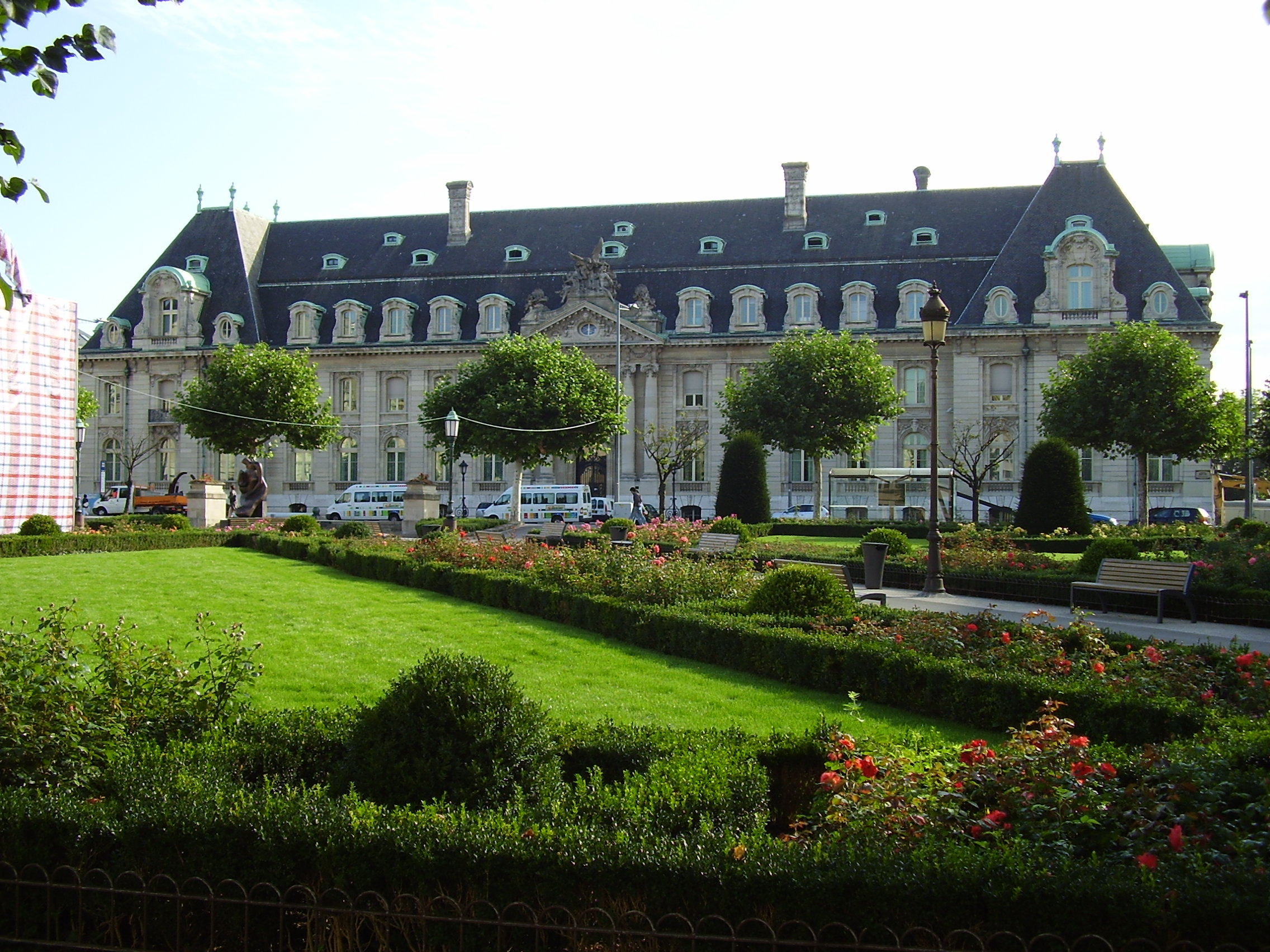
Ancien siège social d'ArcelorMittal à Luxembourg, racheté par la Banque & Caisse d'épargne de l'État (BCEE).

Le 27 janvier 2006, Mittal lance sur Arcelor la première offre publique d'achat hostile d'un groupe émergent sur une grande société européenne de l'histoire boursière.
Arcelor fait d'abord échec à l'OPA de Mittal en faisant valoir qu'il n'a pratiquement plus de dettes, qu'il a accumulé 17,6 milliards d'euros de capitaux propres en quelques années et qu'il a déjà restructuré Usinor, Cockerill, Arbed et Aceralia, repositionnés sur des aciers haut de gamme. De plus, Arcelor trouve un chevalier blanc le 26 mai : le russe Severstal accepte d'investir 12 milliards d'euros contre 30 % du capital.
Mais Mittal relève son offre de 44 %, cinq mois après la première version. Le 25 juin 2006, la direction d'Arcelor change d'avis. Elle accepte cette OPA hostile, qui représente alors 26,9 milliards d'euros (40,37 euros par action Arcelor), mais dont une partie est financée à crédit.

### Modèle économique dans les années 2010

#### Endettement à taux d'intérêt élevé
La croissance de la production chinoise d'acier, multipliée par 9 entre 1989 et 2009, a fait monter les prix des matières premières, qui représentent aujourd'hui 69 % des coûts de production de l'acier, contre seulement 10 % pour la main-d'œuvre. Le prix du minerai de fer a sextuplé en dix ans et celui du charbon à coke a triplé, ce qui a mécaniquement gonflé la valeur des stocks que les aciéristes doivent porter dans leurs usines et financer dans leurs bilans comptables.
| Coût de l'acier | Minerai de fer | Ferrailles | Charbon à coke | Énergie | Main d'œuvre |
| %               | 41             | 15         | 14             | 12      | 10           |

Chez Arcelor, ces stocks de matière première représentent près de quatre mois de chiffre d'affaires. L'immobilisation d'argent dans ce besoin en fonds de roulement (stocks de minerai, de coke, et d'acier) n'est justifiée que si sa rentabilité dépasse le taux d'intérêt payé sur la dette, très élevé chez Mittal. Le groupe a ainsi emprunté, à l'automne 2012, via une obligation « perpétuelle » au taux d'intérêt de 8,75 %, les créanciers jugeant sa dette très élevée pour une société exposée aux variations du cycle économique : dans la sidérurgie, la construction et les constructions métalliques représentent 38 % des ventes et l'automobile 16 %.

#### Tentatives de se désendetter
| Débouchés de la sidérurgie | Construction | Automobile | Mécanique | Tubes | Constructions métalliques |
| %                          | 27           | 16         | 14        | 12    | 11                        |

Pour se désendetter, ArcelorMittal a préféré vendre des participations, comme celle de 30 % dans le groupe minier sud-africain Kalagadi Manganese, pour 343 millions d'euros, et surtout écouler une partie de ses stocks, en arrêtant progressivement la production de plusieurs sites : le haut-fourneau de Gandrange en 2009, et en 2011 ceux de Liège, entrant la suppression de 1 300 emplois, puis Florange. À Liège, le premier ministre socialiste belge Elio Di Rupo a délégué la décision à la Région wallonne, qui étudie le rachat pour 300 millions d'euros, mais sans « arrêter aucune décision dans ce sens ».
Ces décisions et le recul de l'activité ont permis à Arcelor de diminuer ses stocks de 12 % en trois ans, à 21,7 milliards de dollars en 2011 contre 24,7 milliards à fin 2008, soit trois milliards de dollars de moins à financer.

### Post-fusion
En novembre 2013, ArcelorMittal acquiert avec Nippon Steel pour 1,5 milliard de dollars l'activité américaine de ThyssenKrupp, basée dans l'Alabama.
En septembre 2014, ArcelorMittal et Gerdau vend à Nucor, l'usine sidérurgique Gallatin, située au Kentucky pour 770 millions de dollars.
En juillet 2015, ArcelorMittal annonce la suppression de 2 800 emplois au Mexique, annonce faite de manière simultanée avec d'autres producteurs d'aciers au Mexique, AHMSA, DeAcero, qui annoncent eux respectivement 4 500 et 2 500 suppressions d'emplois. ArcelorMittal annonce, le 19 novembre 2015, la suppression de 450 postes au Liberia pour compenser ses pertes consécutives à la chute mondiale des prix du minerai de fer. En juin 2016, ArcelorMittal annonce la vente de ses activités Solustil et WireSolutions, qui respectivement fabriquent de l'acier pour les constructeurs automobiles et du fil métallique et des clous, ces deux activités emploient un peu moins de 2 000 personnes en France.
En juin 2017, ArcelorMittal en association avec Marcegaglia, reprend le site d'Ilva, la plus grande aciérie d'Europe, en Italie, pour 1,8 milliard d'euros, via une entité qu'il contrôle à 85 %, les 15 % restant étant contrôlés par Marcegaglia. En novembre 2018, pour permettre cette acquisition ArcelorMittal est contraint de vendre certains de ses activités dont ses sites de Dudelange, de Flémalle et de Tilleur, en Belgique et au Luxembourg, mais également des activités en Roumanie, en République tchèque, en Macédoine et en Italie au fonds d'investissement Liberty House. En parallèle, ArcelorMittal achète, en 2018, le fabricant de trackers solaires Exosun, alors en difficulté.
En 2020, l'entreprise perd son statut de plus grand producteur d'acier mondial, au profit de China Baowu Steel Group.
En janvier 2020, l'entreprise annonce la création de deux sites (un à Dunkerque et un à Uckange) dans le cadre de la numérisation de l'entreprise. En Italie, un mouvement de grève éclate en juin 2020 en protestation contre un plan de suppressions d’emplois prévu par ArcelorMittal. Sur les 11 000 salariés que compte le groupe dans le pays, 5 000 seraient licenciés.
Fin septembre 2020, ArcelorMittal annonce la vente de ses activités américaines, groupées dans ArcelorMittal USA, à Cleveland-Cliffs (en), un producteur de boulettes de minerai de fer, pour 1,4 milliard de dollars. La transaction permet au sidérurgiste de détenir 16 % du capital de Cleveland-Cliffs, mais ArcelorMittal considère cette participation comme purement financière et ne prévoit pas de demander de représentant au conseil d’administration. Les ventes d’ArcelorMittal en Amérique du Nord ont représenté en 2019 environ un quart de son chiffre d’affaires. Les actifs cédés incluent six complexes sidérurgiques, huit usines revêtement, deux usines de traitement de minerai de fer et trois unités de fabrication de coke et de charbon. La présence du sidérurgiste dans cette région se limitera au canadien Dofasco, à ArcelorMittal Mexico spécialisée dans la production d’acier à bas coût et AM/NS Calvert, sa coentreprise américaine avec Nippon Steel. En juin 2021, ArcelorMittal annonce avoir vendu toutes ses participations dans Cleveland-Cliffs.
Fin septembre 2020, ArcelorMittal annonce mettre en place un plan pour faire face aux conséquences économiques de la crise sanitaire, 536 emplois seront supprimés d'ici 2026,.
Le 25 janvier 2021, ArcelorMittal signe un accord tripartie en accord avec les syndicats et l'État. Le groupe a connu une baisse de son activité structurelle, renforcée par la crise sanitaire. Cet accord vise à limiter les licenciements annoncé en septembre 2020. En juillet 2022, ArcelorMittal annonce l'acquisition de CSP, une filiale de Vale, pour 2,2 milliards de dollars.
En octobre 2023, un accident dans la mine de charbon de Kostenko, au Kazakhstan, coûte la vie à 43 mineurs. Il s'agit du pire accident minier du pays depuis l'indépendance de l'Union soviétique en 1991. Excédé par les accidents récurrents, le gouvernement nationalise la division ArcelorMittal Temirtau. Le montant de la transaction est de 286 millions de dollars, loin des 3,5 milliards demandés par ArcelorMittal. L'homme d'affaire Andriy Lavrentiev (ru) prend le contrôle de l’entreprise, en s'engageant à investir 3,5 milliards de dollars sur trois ans. L'entreprise prend le nom de Qarmet. Reprenant les restes du complexe métallurgique et minier soviétique de Karaganda fondé en 1944, l'entreprise emploie 34 000 employés et a produit 3,2 Mt d'acier en 2023.
En août 2024, ArcelorMittal a finalisé l’acquisition d’une participation stratégique dans Vallourec, leader dans la fabrication des tubes en acier sans soudure. Cette opération a impliqué l’achat des parts détenues par Apollo Global Management pour un montant total de 955 millions d'euros, à raison de 14,64 euros par action. À la suite de cette transaction, ArcelorMittal détient 28,4 % des droits de vote et 27,5 % du capital de Vallourec. Cette opération reflète une volonté affirmée d'élargir son portefeuille industriel tout en capitalisant sur les synergies entre les deux entreprises. À court terme, les analystes envisagent la possibilité d'une offre publique d'achat (OPA), témoignant des ambitions d'ArcelorMittal pour consolider davantage sa domination sur le marché.
Début 2025, l'entreprise annonce qu'elle va délocaliser certains services d'Europe vers l'Inde, comme l'informatique, les finances, les ressources humaines, etc.. En mai 2025, la direction annonce qu'entre 200 et 400 postes vont être délocalisés de la France vers la Pologne et l'Inde.

## Ventes, bénéfices et capitalisation

### Données financières
| Année | Chiffre d'affaires | Bénéfice avant intérêts et impôts | Résultat net part du groupe |
| ----- | ------------------ | --------------------------------- | --------------------------- |
| 2024  | 62 441             | 3 310                             | 1 339                       |
| 2023  | 68 275             | 2 340                             | 919                         |
| 2022  | 79 844             | 10 272                            | 9 302                       |
| 2021  | 76 571             | 16 976                            | 14 956                      |
| 2020  | 53 270             | 2 110                             | −733                        |
| 2019  | 70 615             | −627                              | −2 454                      |
| 2018  | 76 033             | 6 539                             | 5 149                       |
| 2017  | 68 679             | 5 434                             | 4 568                       |
| 2016  | 56 791             | 4 161                             | 1 779                       |
| 2015  | 63 578             | −4 161                            | −7 946                      |
| 2014  | 79 282             | 3 034                             | −1 086                      |
| 2013  | 79 440             | 1 197                             | −2 545                      |
| 2012  | 84 213             | −3 226                            | −3 726                      |
| 2011  | 93 973             | 4 898                             | 2 263                       |
| 2010  | 78 025             | 3 605                             | 2 916                       |
| 2009  | 61 021             | −1 470                            | 157                         |
| 2008  | 124 936            | 12 236                            | 9 399                       |
| 2007  | 105 216            | 14 830                            | 10 368                      |

### Progression en Bourse
Cotée à New York, Amsterdam, Bruxelles, Luxembourg, en Espagne, et à Paris, l'action monte à 65 euros en 2008, soit une capitalisation boursière d'environ cent milliards d'euros, l'une des premières du CAC 40, dopée par 2,6 milliards d'euros de rachats d'actions pour 2007 et 1,08 milliard pour 2008. Le groupe a aussi dû décaisser des montants très importants pour verser les dividendes promis aux actionnaires.
Revers de la médaille, la part de la dette dans le financement augmente et le coût de l'endettement est multiplié par six dans les trois années qui suivent l'OPA de Mittal sur Arcelor en 2006.
Leader sur ces quatre marchés : automobile, construction, électroménager, emballage, ArcelorMittal, groupe né de la fusion, livrait encore 116 millions de tonnes d'acier brut en 2007, c'est-à-dire 10 % de la production mondiale. Mais sa dette est jugée excessive par les agences spécialisées, puis notée en catégorie spéculative par Standard & Poor's en août et Moody's en novembre.

### Cessions de sites et ralentissement de production depuis 2009
Pour réduire cette dette, il se désinvestit depuis 2009. Les règles financières veulent en effet que les industries très cycliques comme l'acier se contentent d'un endettement « faible, voire négatif », pour limiter l'effet de levier qui créent un risque purement financier, et survivre en période de bas de cycle.
ArcelorMittal a dégagé en 2011 un excédent brut d'exploitation de 10,1 milliards de dollars mais une fois déduits les charges d'intérêt, les impôts, les amortissements et les provisions, son bénéfice net cette année-là est de seulement 1,75 milliard de dollars.
Le désinvestissement s'accélère en 2012 : au troisième trimestre, le chiffre d'affaires baisse de 12,3 % sur un an, ce qui génère une perte nette de 700 millions de dollars. Sur neuf mois, le bénéfice net fond à 0,3 milliard de dollars. Le dividende, qui dépassait encore le milliard de dollars en 2012, devra être divisé par quatre en 2013. Le groupe maintient sa prévision avec un excédent brut d'exploitation de 7 milliards de dollars en 2012, légèrement au-dessus du plafond fixé par ses contrats de crédit avec les banques.

### Le cas de la France
En 2009, il annonce la fermeture des hauts-fourneaux de Florange,, en Moselle, où plus de 2 000 de ses sidérurgistes produisent de l'acier, et qui devient « un enjeu politique après la visite de François Hollande alors candidat » à l'élection présidentielle. Deux mois avant le 1er tour, le 24 février 2012, perché sur la camionnette de l'intersyndicale à Florange, ce dernier déclare: « quand une grande firme ne veut plus d'une unité de production et ne veut pas non plus la céder nous en ferions obligation pour que les repreneurs viennent et puissent donner une activité supplémentaire ». La fermeture de ces deux hauts-fourneaux est annoncée quelques mois après l'élection de François Hollande, dès le 30 novembre 2012 , malgré une « lutte intense et ultra-médiatique » et le projet de reprise d'Ulcos basé sur l'acier « vert », quand Jean-Marc Ayrault et ArcelorMittal « entérinent » un accord comportant des « promesses d’investissements », qui se traduisent surtout par 629 emplois détruits.
Les syndicats déposent alors une stèle dénonçant la « trahison » de François Hollande, dont les autres visites sur le site seront « chahutées ». La stèle lui sera offerte en septembre 2013 par Lionel Bieder, patron d’Augias environnement, une entreprise de nettoyage industriel, qui l'a rachetée au syndicat FO d’ArcelorMittal, ce dernier l'ayant proposée sur Internet pour 3 000 euros, versés aux Restos du cœur et autres œuvres sociales, après que la mairie socialiste ait interdit son maintien. Une autre stèle avait été déposée dès 2009 à la sortie de l'aciérie de Gandrange, dont la fermeture avait mis au chômage 600 salariés d'ArcelorMittal, la CFDT y faisant graver en lettres d'or: « Ici reposent les promesses de Nicolas Sarkozy faites le 4 février 2008 à Gandrange: +Avec ou sans Mittal, l’État investira dans Gandrange+ » puis volée en janvier 2012.
Édouard Martin (syndicaliste) a entre-temps fait l'ouverture du journal télévisé de 20 heures de France2 le 6 décembre pour dénoncer le fait que le PDG d'ArcelorMitall refuse le projet Ulcos d'acier « vert », visant à sauver le site.

### Actionnariat
| Nom                                                   | Part   |
| ----------------------------------------------------- | ------ |
| Famille Mittal                                        | 33,8 % |
| Autodétention                                         | 2,76 % |
| Norges Bank IM (Banque centrale de Norvège)           | 1,98 % |
| The Vanguard Group                                    | 1,75 % |
| BlackRock Investment Management (UK) Ltd. (BlackRock) | 1,52 % |
| Lyxor International AM (Crédit agricole)              | 1,30 % |
| BlackRock Fund Advisors (BlackRock)                   | 1,29 % |
| Templeton Global Advisors Ltd.                        | 0,85 % |
| GQG Partners LLC                                      | 0,77 % |
| BlackRock Advisors (UK) Ltd. (BlackRock)              | 0,65 % |

## Gouvernance
Arcelor Mittal, fusion inversée de Mittal Steel Company dans Arcelor, est dirigée depuis Rotterdam sur le plan opérationnel en dépit d'une incorporation au Luxembourg et de la résidence effective londonienne de Lakshmi Mittal, premier actionnaire.

### Direction générale
La Direction générale est composée de huit personnes : Lakshmi Mittal (PDG), Aditya Mittal (directeur financier et Aciers plats Europe), Michel Wurth (Aciers longs), Gonzalo Urquijo (Asie, Afrique, Distribution), Sudhir Maheshwari, Lou Schorsch (Aciers plats Amériques), Stefan Buys (Mines et vice-président exécutif d'ArcelorMittal), Davinder Chugh (services partagés).

### Conseil d'administration
La composition du conseil d'administration reflète les principes établis dans le Memorandum of Understanding signé le 25 juin 2006 : il est composé de onze directeurs.

## Controverses

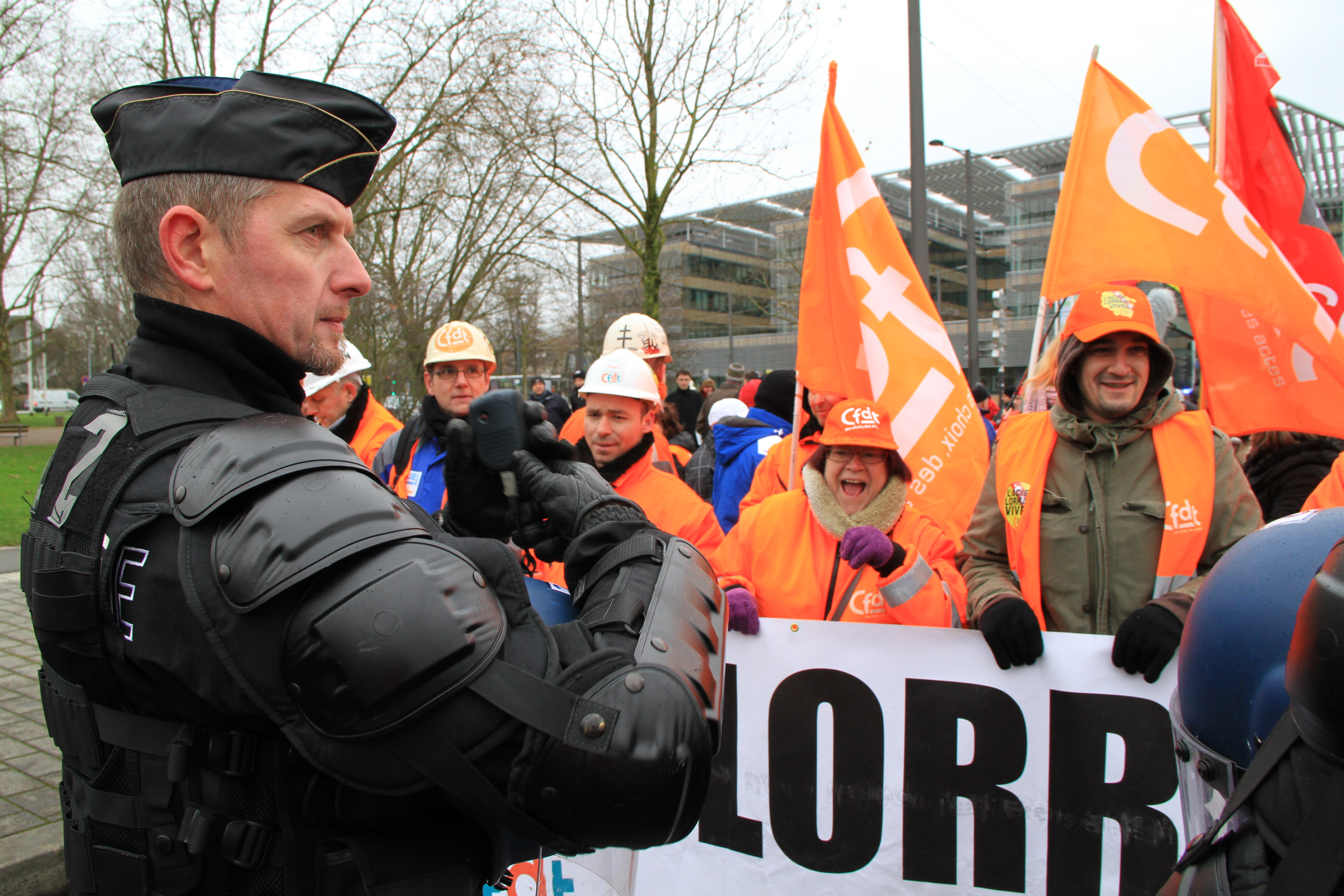
Manifestation des sidérurgistes ArcelorMittal à Strasbourg le 6 février 2013.

### Entente sur les prix
Le 16 décembre 2008 : « Le Conseil français de la concurrence a infligé une amende totale de 575,4 millions d'euros – un montant record – à onze entreprises de la sidérurgie, dont 301,7 millions à trois filiales d'ArcelorMittal, pour entente sur les prix », « Plusieurs filiales de négoce de produits sidérurgiques du groupe Arcelor, devenu depuis ArcelorMittal, ont été sanctionnées : PUM Service Acier à hauteur de 288 millions d'euros, ArcelorProfil (12,95 millions) et AMD Sud Ouest (830 000 euros). »,,,,.

### Discrimination syndicale
Depuis début 2008, l'entreprise a été condamnée, à dix reprises, pour discrimination envers des représentants du personnel ou des membres de son personnel du fait de leur activité syndicale.

### Fermeture de sites, droits à polluer et subventions
ArcelorMittal aurait « transformé le système des droits d'émission en une technique pour obtenir des subventions gratuites », bénéficiant d'une « montagne de quotas » de CO2 de 202 millions d'euros, revendus au fur et à mesure de la mise à l’arrêt temporaire des hauts-fourneaux les moins rentables, à Gandrange, Liège, Charleroi, et Florange, selon un rapport d'Anna Pearson, commandé en 2009 par le Système européen d’échange des droits d'émissions de CO2.
ArcelorMittal étant concentré surtout en Europe, ces reventes ont contribué à la division par cinq depuis 2008 du prix des quotas de CO2. Cette chute a bénéficié aux centrales électriques au charbon, grosses consommatrices de quotas de CO2 car très polluantes. Elles en ont profité pour acheter du charbon américain, déclassé par le boom du gaz de schiste, accroissant leurs importations de charbon américain de 85 % au premier semestre 2012. Si le prix du charbon baisse aux États-Unis et en Asie, il remonte en Europe, où le gaz de schiste n'est pas utilisé.

### Pollution à Florange
En juillet 2017, un chauffeur de camion, ancien intérimaire d'un sous-traitant de l'usine de Florange, déclare à France Bleu Lorraine avoir déversé des centaines de mètres cubes d'acide dans le crassier de l'usine sidérurgique proche de la Fensch pendant trois mois, de décembre 2016 à février 2017. Le lanceur d'alerte, Karim Ben Ali, publie alors une vidéo pour appuyer ses affirmations : « Cet homme qui témoigne sous couvert d'anonymat assure que les salariés d'ArcelorMittal qui lui donnaient l'accès au crassier savaient qu'il déversait une matière hautement dangereuse dans la nature, alors que cet acide aurait dû être recyclé dans une entreprise spécialisée, ce qui coûte beaucoup plus cher. ». En avril 2018, un deuxième employé confirme les révélations du premier et publie des photos.
Les faits sont niés par ArcelorMittal et Karim Ben Ali est licencié pour « rupture de discrétion commerciale »,. La Direction régionale de l'environnement (Dreal) ouvre une enquête à l'été 2017 pour « atteinte à l'environnement » et conclut qu'il n'y a pas eu pollution, mais une simple "gestion irrégulière des déchets", délit qui fait ensuite l'objet de poursuites par le parquet de Thionville. La communauté d’agglomération du Val de Fensch s’est constituée partie civile et quatre associations de protection de l’environnement ont demandé à être reconnues comme victimes. Le 7 septembre 2018, le parquet de Thionville conclut qu'il n'y a pas eu d'atteinte à l'environnement ni à la santé publique, mais condamne cependant ArcelorMittal pour gestion irrégulière de ses déchets.
Le 11 mars 2021, la cour d'appel rend son verdict : les poursuites à l'encontre du groupe sidérurgique sont annulées. La raison invoquée est que l'entité locale (ArcelorMittal Atlantique-Lorraine) a fusionné avec la maison mère (ArcelorMittal France) en cours de procédure, en juillet 2019.
L'affaire a fait l'objet d'un documentaire, Karim contre Mittal, tourné par Pedro Brito da Fonseca en 2019 et diffusé sur France 3 le 14 septembre 2020 dans la série « Les Désobéissants », consacrée aux lanceurs d'alerte en France.

### Émissions de gaz polluants à Fos-sur-Mer
En juillet 2021, le tribunal de grande instance d’Aix-en-Provence condamne l'usine ArcelorMittal de Fos-sur-Mer à verser 30 000 euros de dommages et intérêts à France Nature Environnement pour avoir enfreint la loi sur les émissions de polluants entre 2013 et 2018.
Les 6 et 11 août 2021, des émissions accidentelles de gaz sont rejetées dans l'atmosphère par l'aciérie de Fos-sur-Mer. À la suite de cet événement, la préfecture des Bouches-du-Rhône promulgue un arrêté afin d'obliger ArcelorMittal à adopter des mesures dans le but de prévenir de nouveaux rejets.
Le 23 mars 2023, des associations de la fédération France Nature Environnement ont annoncé avoir déposé plainte contre ArcelorMittal pour violations récurrentes des obligations sur les émissions à Dunkerque et Fos-sur-Mer,.  

### Plan de lutte contre les émissions de CO2
Notamment propriétaire des deux sites industriels français les plus polluants en matière d’émissions de CO2, la direction mondiale d'ArcelorMittal annonce, en novembre 2021, qu'elle va mettre en place un plan de 10 milliards d’euros afin de réduire ses émissions de gaz à effet de serre de 35 % dans le monde d’ici 2030 et qu'elle a pour objectif d'atteindre la neutralité carbone en 2050,.
Depuis l'annonce de ce plan, ArcelorMittal a mis en pause en novembre 2024 ses projets européens visant à décarboner sa production, notamment à Dunkerque et ce malgré la promesse d'une aide d'État de 850 millions d'euros. Le groupe a également mis de côté ses objectifs ESG pour se focaliser sur les performances financières, et n'a toujours pas adopté de date de sortie du charbon, pourtant indispensable à l'atteinte de la neutralité carbone. 
Une étude de 2024 du Réseau Action Climat et de France Nature Environnement analysant les émissions des sites industriels les plus émetteurs de CO2 en France a classé les deux sites d'ArcelorMittal en haut du classement. Les deux sites émettent autant de gaz à effet de serre que les 16 sites suivants dans le classement. 

## Communication

### Activités de lobbying

#### Aux États-Unis
Selon le Center for Responsive Politics, les dépenses de lobbying d'ArcelorMittal aux États-Unis s'élèvent en 2017 à 1 610 000 dollars.

#### Auprès des institutions de l'Union européenne
ArcelorMittal est inscrit depuis 2009 au registre de transparence des représentants d'intérêts auprès de la Commission européenne. Il déclare en 2017 pour cette activité des dépenses annuelles d'un montant compris entre 1 500 000 et 1 750 000 euros.
Le groupe est cité en 2022 dans un article du journal Le Monde, au sein duquel Pascal Canfin, président de la commission environnement du Parlement européen, dénonce le groupe au regard de ses activités de lobbying : « l’association Eurofer, qui regroupe les 34 principaux producteurs d’acier en Europe, dont ArcelorMittal, demande aux députés européens de ne pas soutenir la proposition de la Commission européenne consistant à annuler les crédits carbone qui sont aujourd’hui trop nombreux sur le marché du carbone (le « rebasing », en jargon technique). Or, la Commission a montré que, sans cette mesure, nous n’avions aucune chance de tenir les engagements de réduction de CO2 de l’industrie européenne et de les aligner avec l’accord de Paris. ».

#### En France
Pour l'année 2017, ArcelorMittal France indique à la Haute Autorité pour la transparence de la vie publique exercer des activités de lobbying en France, mais n'a cependant pas déclaré, comme il était légalement tenu de le faire avant le 30 avril 2018, l'ensemble de ses activités et les montants engagés.

## Usines dans le monde

### Usines en France
| \| Dunkerque · Denain · Fos-sur-Mer · Desvres · Montataire · Florange · Mouzon (Ardennes) · Basse-Indre · Saint-Chély-d'Apcher · Uckange · Gandrange · Maizières-lès-Metz · Esch-Belval · Reims · Gandrange · Etxebarri · Sestao · Etxebarri · Sestao · Bergara · Zumarraga · Olaberria · Lesaka · Pedrola \| Implantations en France. |
| Dunkerque · Denain · Fos-sur-Mer · Desvres · Montataire · Florange · Mouzon (Ardennes) · Basse-Indre · Saint-Chély-d'Apcher · Uckange · Gandrange · Maizières-lès-Metz · Esch-Belval · Reims · Gandrange · Etxebarri · Sestao · Etxebarri · Sestao · Bergara · Zumarraga · Olaberria · Lesaka · Pedrola                                |

Les deux plus importantes usines de production en activité en France, depuis la fermeture partielle ou complète des usines sidérurgiques de Denain et de Florange (anciennement Sollac), sont :
- Dunkerque et Denain dans le Nord (anciennement Usinor) ;
- Reims les anciens sites de la P.U.M. (SERVICE D'ACIER PRODUITS D'USINES METALLURGIQUES) ;
- Fos-sur-Mer dans les Bouches-du-Rhône (anciennement Solmer).

Des usines également en activité se localisent également à Desvres (62), Montataire (60), Usine d'Onnaing (59), Florange (57), Mouzon (08), Basse-Indre (44), Saint-Chély-d'Apcher (48), Gray (70), Uckange (57) et Gandrange (57). Deux sites de R&D sont localisés à Montataire et Maizières-lès-Metz.

### Usines en Europe
Au Luxembourg, le site d'Esch-Belval (anciennement Arbed) est le plus important site du pays.
En Espagne, les usines (anciennement Aceralia) se localisent principalement le long du golfe de Gascogne : en Asturies (Gijón, Avilés), en Navarre (Lesaka), Pays basque (Etxebarri, Sestao, Bergara, Zumarraga, Olaberria). Les installations sont également implantées à Pedrola, Sagunto (Valencia) et Villaverde (Madrid). Le groupe possède également des usines en Belgique (Gand), en Pologne ou encore en Roumanie.

### Usines en dehors de l'Europe
L'entreprise possède aussi des usines ailleurs dans le monde, notamment au Brésil et en Inde.[réf. souhaitée]
En octobre 2023, le gouvernement du Kazakhstan annonce vouloir « récupérer le contrôle » de la filiale locale d'ArcelorMittal après un nouvel accident dans une mine située près de la ville de Karaganda ayant fait 46 morts. Il s’agit du deuxième incendie mortel sur un site d’ArcelorMittal au Kazakhstan en seulement quelques mois. Le pays a régulièrement reproché à l’industriel l’insuffisance de ses normes de sécurité.

### Audio
- Cyrielle Bedu, Bastien Bonnefous, « ArcelorMittal : une saga de la désindustrialisation française » [audio], sur Le Monde, 23 mai 2025